# 吡啶-2-甲酸钴
吡啶-2-甲酸钴是一种有机酸盐，化学式为Co(C5H4NCOO)2，其二水合物中的水以配位水的形式存在，四水合物除了两分子的配位水外，还有两分子的结晶水。它可由乙酸钴和吡啶-2-甲酸按化学计量比反应得到。四水合物在96°C失去结晶水，104°C失去配位水，在401°C生成2,2'-联吡啶以及草酸钴。三价钴的吡啶-2-甲酸盐也有研究。